# 高性能计算现代化项目
高性能计算现代化项目（英語：High Performance Computing Modernization Program，缩写）始于1992年，是美国国防部按国会要求为推动国防部实验室高性能计算现代化而实施的项目。HPCMP拥有超级计算机、全国性研究网络与众多计算机专家，通过这些资源为国防部实验室与试验中心的研究、开发、试验与技术评估提供服务。
该项目原先由国防研究与工程主任办公室（现为国防部研究与工程助理部长办公室）领导。2011财年后，改为由陆军采购、后勤与技术助理部长办公室领导，并由研究与技术副助理部长主管。
项目主要由三部分构成：提供大规模超级计算机及运维人员的国防部超级计算资源中心（DoD Supercomputing Resource centers，DSRC）；联结计算中心与主要用户的全国性高速、低延迟研发网络——国防研究与工程网络（Defense Research and Engineering Network，DREN）；以及由国防部领导的软件开发与维护，以应对国防部遇到的科学与工程方面的挑战。现任项目主任为戴维·霍纳（David Horner）。